# Аліса у Дивокраї
«Алісині пригоди у Дивокраї» (англ. Alice's Adventures in Wonderland) зазвичай використовується скорочена версія «Аліса у Дивокраї» (англ. Alice in Wonderland, альтернативні переклади назви українською: «У Країні Чудес», «Аліса в Країні Чудес», «Аліса в Країні Див», «Пригоди Аліси в Країні Чудес», «Пригоди Аліси в Дивокраї» та «Пригоди Аліси в Країні Див») — дитяча повість- казка англійського професора математики Чарлза Лютвіджа Доджсона (він же Льюїс Керрол); опублікована 26 листопада 1865 року. Як продовження історії, у 1871 було видано роман «Аліса в Задзеркаллі». Українською твір вперше було перекладено 1960 року Галиною Бушиною.
Історія, описана в книзі як пригоди дівчинки Аліси в фантасмагоричній країні, сповнена сатиричних натяків на друзів та ворогів Доджсона, пародій на шкільні вірші, які викладали в британських школах у XIX столітті.
«Пригоди Аліси в Дивокраї» мали визначний вплив на жанр художньої фантастики. Хоча Льюїс Керролл дуже скромно написав про власний твір у сатиричному журналі «Punch», він надихнув на велику кількість фільмів, картин, хореографічних постановок тощо.

## Сюжет
Униз і вглиб кролячою норою

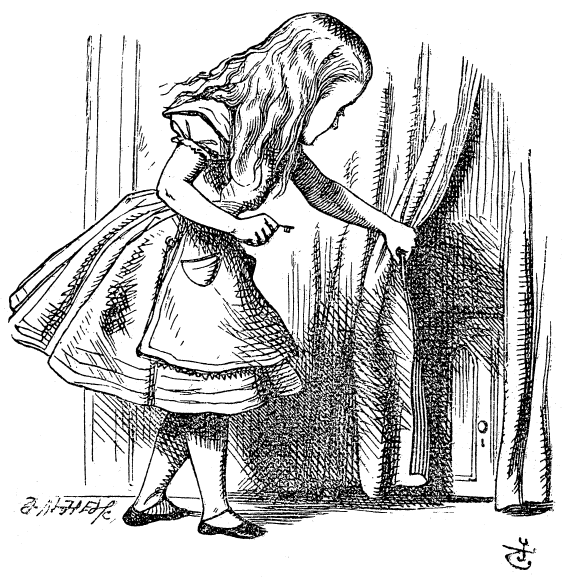
Аліса знаходить дверцята. Ілюстрація Джона Теніела (1869)

Англійська дівчинка Аліса сидить зі свою сестрою на березі річки. Їй не цікава книжка, яку читає їй сестра, адже в ній немає малюнків, і мало не засинає. Аж раптом поруч пробігає Білий Кролик з годинником, кудись поспішаючи, і Аліса біжить за ним. Вона слідує за ним у кролячу нору, де падає в криницю, складену з полиць і мисників, і потрапляє до зали з безліччю замкнених дверей. Їй не вдається наздогнати Кролика, який тікає до коридору з багатьма маленькими дверми. Аліса знаходить ключ від одних із них і бачить за ними сад, але не може туди пролізти. Проте вона бачить пляшечку з написом «випий мене» і, випивши вміст, зменшується. Тепер дівчинка може вільно пройти у двері, але згадує, що лишила ключ на столику, який тепер дуже високий для неї. З'ївши покладене поруч тістечко із запискою «з'їж мене», Аліса виростає.
Озеро сліз
Тепер Аліса виявляється надто великою, щоб куди-небудь пролізти і заходиться плачем. Сльози утворюють озерце, і Білий Кролик повертається, але миттю тікає. Дівчинка роздумує, чи може вона після всіх минулих перетворень вважатися Алісою. Тим часом, в міру помахів віяла в руці, вона зменшується. Опинившись в озері своїх сліз, Аліса чує плюскіт поблизу та бачить Мишу, яка плаває в озері. Вони заводять розмову про котів і собак та вибираються на берег, де зустрічають інших звірят.
Гасай-Коло та Довгий Хвіст

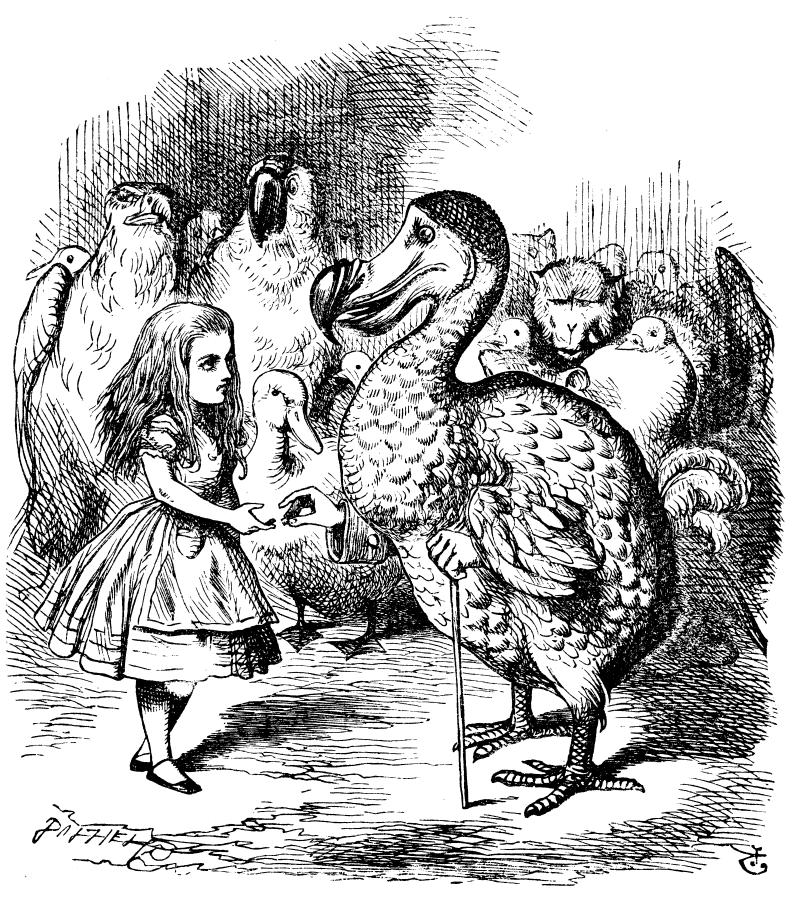
Аліса і Додо

Усі звірята й Аліса змокли, тому Миша починає читати їм лекцію історії — дуже «сухої» науки. Птах Додо пропонує кращий спосіб обсохнути — зіграти у Гасай-Коло. Усі беруться бігати по накресленому ним колу і скоро дійсно висихають. Однак, після цього Додо оголошує, що всі мають отримати від Аліси винагороду за гру. У неї знаходиться тільки пакетик цукатів, що всі охоче приймають. Миша розповідає Алісі історію про себе, яка уявляється дівчинці звивисто написаним віршем, подібним на мишачий хвіст. Звірі й птахи перебивають Мишу і під різними приводами всі розходяться, лишаючи Алісу саму.
Кролик крутить Крутихвостом
Несподівано повертається Кролик і наказує Алісі принести йому рукавички і віяло, сприймаючи її за свою служницю. Вона знаходить ці предмети і ще одну пляшечку, випивши яку, виростає. Це помічає Кролик і ще хтось за вікнами та намагається вигнати Алісу з приміщень, що виявляються його житлом. Вона знаходить тістечка, з'ївши які зменшується і нарешті вибагає в сад. Аліса тікає від велетенського щеняти та опиняється біля гриба, де сидить Гусінь.
Що порадила гусінь
Аліса заводить з Гусінню розмову про зріст. Та радить, що один край гриба зробить її вищою, а інший нижчою. Відкусивши його і вирісши, Аліса стикається з Горлицею, яка називає Алісу гадюкою. Горлиця твердить, що оскільки і Аліса і гадюки їдять пташині яйця, то Аліса є гадюкою. Відкушуючи то один, то інший край гриба, Алісі вдається набути звичайного розміру і розгледіти неподалік будиночок.
Порося та перець

Дівчинка бачить Карася, котрий отримує від Жабуна запрошення для Герцогині на гру в крокет. В будиночку виявляється сама Герцогиня, що лупцює немовля, бо боїться, що воно стане поросям через погане виховання. Також там є Кухарка, яка готує юшку, від перцю у страві всі на кухні чхають, крім Кухарки й Чеширського Кота. Герцогиня поспішає на крокет і лишає Алісу доглядати за немовлям. У Чеширського Кота, Аліса допитується як звідти вийти. Той дає поради де хто живе і дівчинка вирішує, що найкраще піти до Шаленого Зайця, а немовля все-таки перетворюється на порося.
Божевільне чаювання

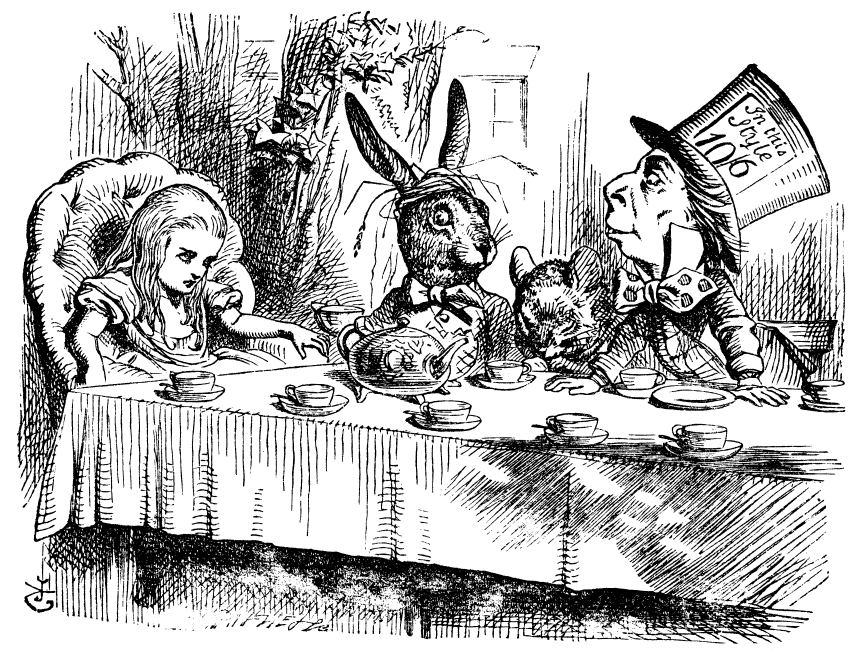
Аліса, Шалений Заєць, Капелюшник та Сонько за чаюванням

Аліса потрапляє в лісі на чаювання Капелюшника, Шаленого Зайця і Сонька. В них завжди пора пити чай, адже годинник Капелюшника спинився. Їхні ігри зі словами, набридають Алісі і зрештою, вона іде з чаювання. У стовбурі дерева вона бачить двері і відчиняє їх.
Королевин крокет
Вона бачить садівників-карт, що перефарбовують білі троянди на червоні. Вони бояться, що Королева відрубає їм голови за неправильно висаджені кущі, але скоро Королева прибуває разом з Королем. Дізнавшись про провину садівників, Королева наказує відрубати їм голови, та Аліса непомітно ховає їх до квіткового горщика. Від Кролика Аліса дізнається, що і Герцогиня засуджена до смертної кари. Усі, хто прийшов на крокет, беруть замість ключок фламінго, а замість м'ячів — їжаків. Королева намагається відрубати голову і прибулому Чеширському Коту, але той робить своє тіло невидимим. Аліса поспішає попередити Герцогиню поки кат думає чи можна відтяти голову, коли немає тіла.
Розповідь Казна-Що-Не-Черепахи

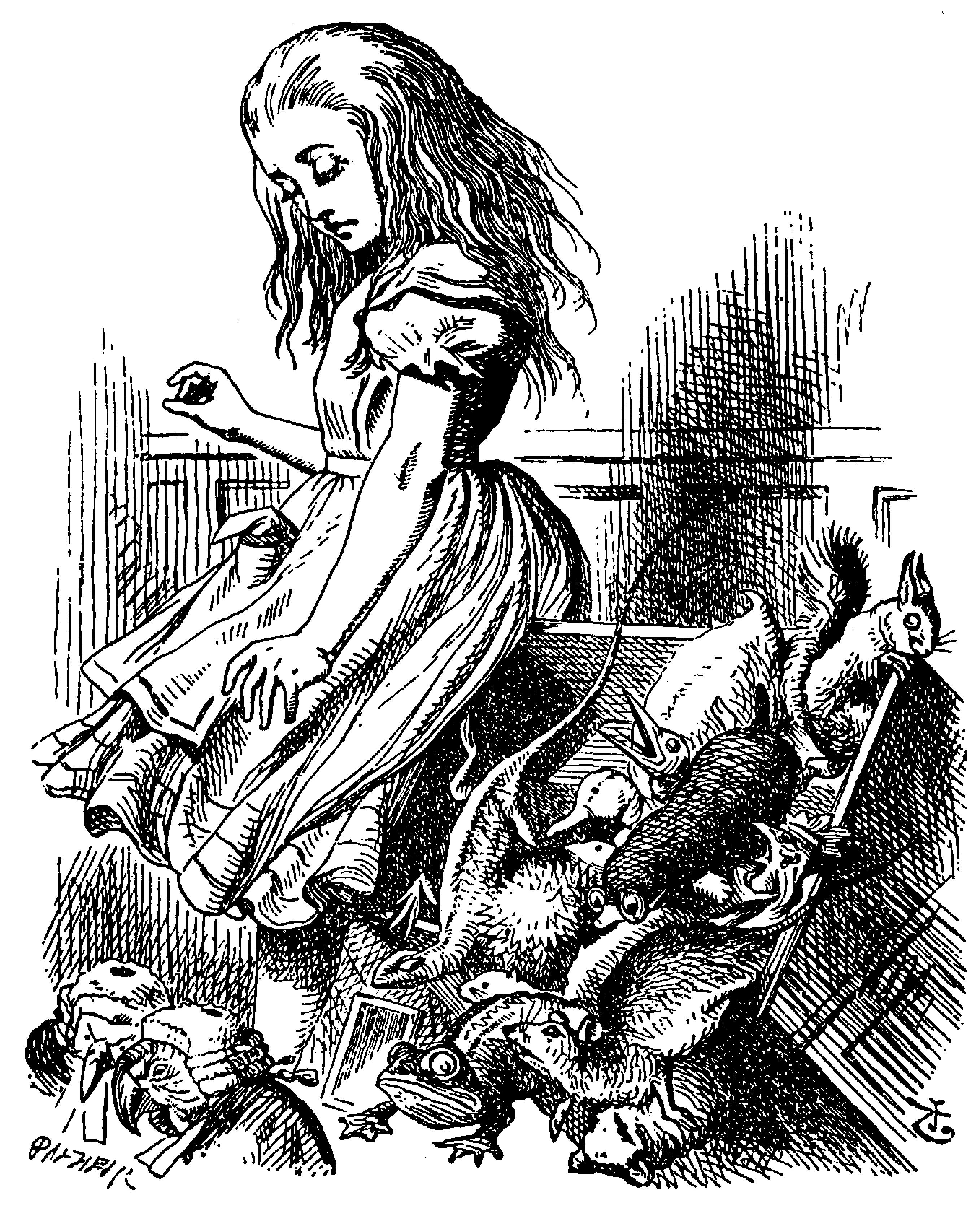
Аліса виступає в суді

Скоро всі крокеїсти опиняються під вартою і засуджуються до страти, але Король їх всіх милує. Королева допитується де подівся Казна-Що-Не-Черепаха і посилає за ним Алісу. Черепаха розповідає про своє минуле, коли був Не-Аби-Який-Черепаха. Сусід Черепахи, Грифон, радить розповісти щось інакше.
Омарова кадриль
Казна-Що-Не-Черепаха співає Омарову кадриль і пропонує Алісі заспівати також. Раптом всіх скликають на суд.
Хто вкрав пиріжки
На суді розглядають справу Чирвового Валета, який вкрав сім пиріжків і рулет у Королеви, а головує на суді сам Чирвовий Король. Першим свідком виступає Капелюшник, що розповідає про те, як і коли він готував бутерброд. Друга свідок — Кухарка, яка повідомляє суду лиш те, що пиріжки роблять з перцю. Настає черга і Аліси дати свої свідчення.
Свідчить Аліса
Аліса не говорить нічого про Валета і зауважує як безглуздо відбувається суд. Королева наполягає, щоби спочатку Валета було страчено, а потім виголошено вирок. Вона наказує відрубати голову й Алісі і на дівчинку накидаються всі її піддані-карти. В цю мить вона прокидається і розуміє, що всі ці пригоди наснилися. Вона переповідає сон сестрі та біжить додому.
Сестра Аліси сама засинає і їй також сниться Країна див. Прокинувшись, вона уявляє як Аліса, вирісши, розповідатиме дітям дивовижні історії, нагадуючи про щасливі дитячі дні.

## Основні персонажі

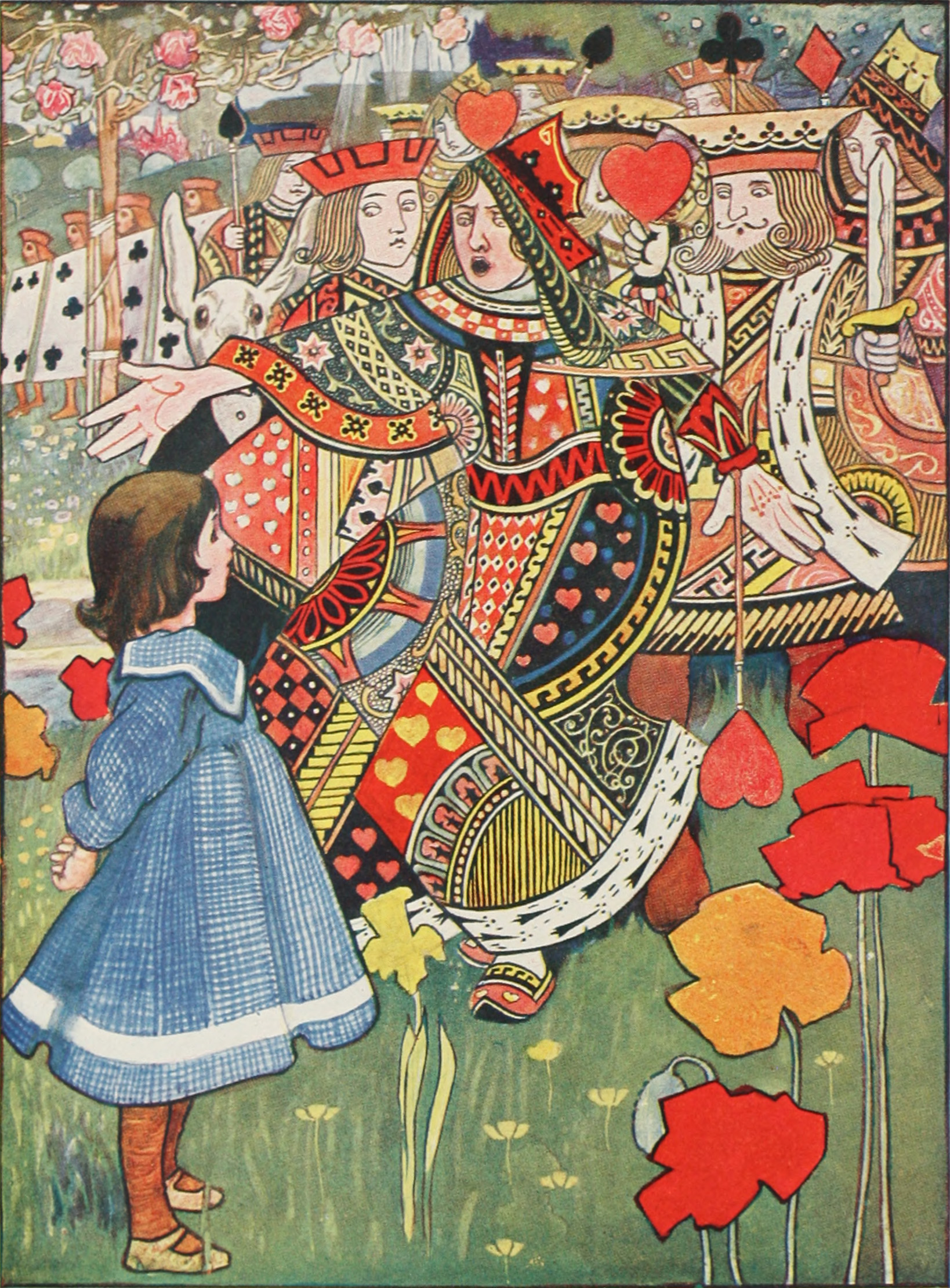
Аліса, Чирвовий Король і Королева. Ілюстрація Чарлза Робінсона (1907)

- Аліса, Чирвовий Король і Королева. Ілюстрація Чарлза Робінсона (1907) Аліса (англ. Alice) — головна героїня твору, англійська дівчинка-школярка віком близько семи років. Вважається, що її прообразом була реальна Аліса Лідделл, з якою Льюїс Керрол був знайомий. Аліса, потрапивши до Країни див, показує плутанину в знаннях, наприклад, неправильно множить чи читає дитячі віршики. Попри дивовижні перетворення і жителів Країни див, Аліса сміливо поводиться там і намагається зрозуміти як там все працює. Класичним образом Аліси є світловолоса дівчинка в сукні, панчохах і черевичках, як вона зображена на ілюстраціях Джона Теніела. Проте Аліса Лідделл мала темне волосся і саме такою зображується деякими ілюстраторами.
- Білий Кролик (англ. White Rabbit) — кролик з рожевими очима, що носить жилетку і рукавички. Біжучи за ним, Аліса й потрапляє до Країни чудес. На початку він кудись запізнюється, жаліється на це, надалі супроводжує королівське подружжя і виступає їхнім оповісником. Імовірно, в ньому відображено батька Аліси Лідделл, Генрі Лідделла, що мав репутацію завжди зайнятої людини. Його робоче місце перебувало біля дверей, які колеги називали «кролячою норою».
- Додо (англ. Dodo); у перекладі Г. Бушиної — Індик — птах додо, що говорить надмірно науковою мовою. Влаштовує гру в Гасай-Коло, щоб змоклі звірі та Аліса висохли після потрапляння до озера сліз. Традиційно зображається як вимерлий нелітаючий голуб додо (дронт), хоча за поширеною версією, ім'я птаха в творі Керрола виникло від його запинання, коли той промовляв своє справжнє ім'я Доджсон (До-доджсон).
- Блакитна Гусінь (англ. Caterpillar) — поважна гусінь, котра сидить на грибі та курить кальян. Вона радить Алісі відкусити від двох країв гриба, щоб відповідно збільшитися і зменшитися.
- Чеширський Кіт (англ. Cheshire Cat); у перекладі Г. Бушиної — Кіт-Сміюн — усміхнений кіт Герцогині, що вміє зникати, як весь, так і частинами. Вважає сам себе божевільним, бо на відміну від собак, бурчить, коли задоволений, і махає хвостом, коли сердиться. Забавляє Алісу кумедними розмовами та часом дратує надмірними філософствуваннями. Сам Кіт за однією з версій є прообразом Діна Стенлі, священника та історика з Чешира, відомого своїми ліберальними поглядами.
- Капелюшник (англ. Hatter) — майстер з виробництва капелюхів, учасник Божевільного чаювання. Капелюшник нечемно поводиться з Алісою, говорячи, що не запрошував її, та задає загадки і постійно грає словами. Часто (але не в книзі) називається Божевільним Капелюшником, оскільки так про нього відгукується Чеширський Кіт. Також в англійській мові є вислів «божевільний, як капелюшник» (mad as a hatter).
- Березневий заєць (англ. March Hare); у перекладі Г. Бушиної — Солоний Заєць — заєць на Божевільному чаюванні, котрий пропонує Алісі вина, якого не існує, і радить не говорити того, що думаєш. Ім'я походить від англійської приказки «дурний, як березневий заєць».
- Сонько (англ. Dormouse); у перекладі Г.Бушиної — Вовчок — гризун, що присутній на Божевільному чаюванні, але більшість часу спить в чайнику. Уві сні починає співати, тоді Капелюшник і Березневий заєць щипають його.
- Чирвова Королева (англ. Queen of Hearts) — дратівлива і криклива королева-карта чирвової масті, що повсякчас наказує всім відрубати голову.
- Казна-Що-Не-Черепаха (англ. Mock-Turtle); у перекладі Г. Бушиної — несправжня Черепаха — істота з черепашачим панциром, але головою, ногами і хвостом корови. Розповідає Алісі як колись він був Не-Аби-Який-Черепаха і жив на дні моря, де ходив до школи й вивчав різні науки[4].

## Символізм у тексті

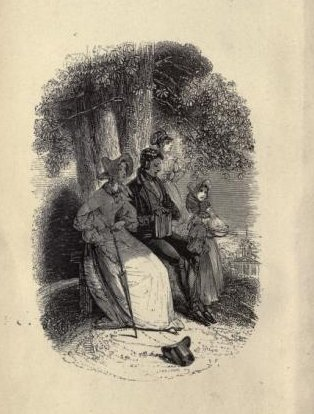
Ілюстрація з «Історії сім'ї Ферчільдів» Мері Марти Шервуд, популярної релігійно-моралізаторської книги XIX ст.

### Історичні реалії
«Аліса в країні див» писалася в часи правління королеви Вікторії. Через її тривалий траур за чоловіком Альбертом, який помер в 1861 році, у Великій Британії виникла своєрідна траурна мода, що передбачала стриманість в одязі та вираженні емоцій. Дитинство розглядалося як найщасливіший період життя, і водночас вікторіанці часто нехтували своїми дітьми, віддаючи їх під опіку няньок і вчителів. Хлопчики часто ходили в школу-інтернат, де й проживали, тоді як дівчаток зазвичай навчала вдома гувернантка. Значна частина дитячої літератури призначалася виховувати дисципліну і боязнь вчинення гріха. Це відображено і в поведінці Аліси. Вона завжди вибачається, коли вважає, що когось образила, і сварить Березневого Зайця за грубу поведінку. Більшість віршів, які Керролл включив до своєї книги, є пародіями на популярні вікторіанські пісні та балади для дітей, сповнені явного моралізаторства та релігійності. Хоча наприкінці століття спостерігалася тенденція до навчання дівчаток предметам, які раніше викладалися хлопчикам, таким як латинська мова та математика, ця зміна торкнулася передусім тільки вищих класів. Оскільки Аліса зустрічає викладачів «чоловічих» предметів, вона отже з заможної знатної родини. Примітно, що всі дорослі, яких зустрічає Аліса, і які намагаються її чогось вчити, дурні, свавільні, жорстокі чи божевільні. Тим самим автор глузує з педагогіки Вікторіанської епохи, в якій діти розглядалися як неповноцінні дорослі.
Аліса втілює собою протест проти місця жінки у Вікторіанській Британії. Вона жвава, смілива та нетерпляча, встряє у суперечки з усіма, кого зустрічає. Водночас Аліса зображена як носійка англійської культури, яку вона активно вносить до Країни див, сповненої абсурду та свавілля.
Іноді в пригодах Аліси вбачається алегорія колонізації. Книгу було написано в часи розквіту колоніалізму, і Аліса, втручаючись в життя казкової країни й оцінюючи все за своїми мірками, втілює собою втручання Британії в життя аборигенів.
У книзі є також посилання на побут. Так, Казна-Що-Не-Черепаха (Mock turtle) відсилає до «Mock turtle soup» — супу з телячих мізків і тельбухів, який імітував суп із зеленої черепахи.
Білі та червоні троянди в королівському саду натякають на Війну Червоної та Білої троянд між родинами Ланкастерів та Йорків у період між 1455 та 1486 роками.
Роман був опублікований у 1865 році, дорослі читачі могли впізнати зв'язок із Лютневою революцією, що відбулася в Франції 1848 року. Король Франції Луї-Філіпп I тоді використав свою владу, щоб виступати в ролі судді над повстанцями. Король і королева в «Алісі в країні див» натякають на ці події.

### Математика
Оскільки Керрол був математиком в Крайст Черч, було висунуто припущення, що в тексті цієї книжки та «Аліси в Задзеркаллі» існують метафори математичних понять; наприклад:
- У розділі 1, «Униз і вглиб кролячою норою» під час зменшення, Аліса філософськи проголошує, що в кінці, можливо, вона зовсім зникне, «ще зійду нанівець, як свічка»; це міркування може відбивати поняття границі функції.
- У розділі 2, «Озеро сліз», Аліса намагається виконати множення, але отримує дивні підсумки: «Отже: чотири по п'ять дванадцять, чотири по шість — тринадцять, чотири по сім — ой, так я ніколи не дійду до двадцяти!» в цьому фрагменті показано використання різних основ та позиційних систем числення (4 × 5 = 12 у вісімнадцятковій системі числення; 4 × 6 = 13 у 21-й системі. 4 × 7 могло б бути 14 у 24-й системі, в тому ж порядку).
- У розділі 5, «Що порадила гусінь», Горлиця стверджує, що маленька дівчинка насправді якась змія, оскільки і маленька дівчинка і змії їдять яйця. Це твердження ґрунтується на загальному понятті абстракції, широко поширеному в багатьох галузях науки, наприклад, у математиці його використовують для заміни змінних.
- У розділі 7, «Божевільне чаювання», Березневий Заєць, Капелюшник і Сонько наводять кілька прикладів, в яких семантичне значення твердження A, не ідентичне антиметаболі A (наприклад, «я бачу, що їм» і «я їм, що бачу»); в логіці та математиці, це відповідає зворотному відношенню.
- Також у розділі 7, Аліса розмірковує над тим, що зміна місця за круглим столом приводить до початкової позиції. Це спостереження про операцію додавання в кільці цілих чисел (кільці лишків) за модулем N.

## Адаптації у масовій культурі

### Екранізації
- «Аліса у Дивокраї» / Alice in Wonderland (1903, Велика Британія)
- «Пригоди Аліси в Країні див» / Alice's Adventures in Wonderland (1910, США)
- «Аліса в Країні див» / Alice in Wonderland (1915, США)
- «Аліса в Країні див» / Alice in Wonderland (1931, США)
- «Аліса в країні див» / Alice in Wonderland (1933, США)
- «Аліса в Країні див» / Alice in Wonderland (1937, Велика Британія)
- «Аліса» / Alice (1946, Велика Британія)
- «Аліса в Країні див» / Alice in Wonderland (1949, США, Франція, Велика Британія)
- «Аліса в країні див» (анімаційний фільм) / Alice in Wonderland (1951, США)
- «Аліса в Країні див» / Alice in Wonderland (1955)
- «Аліса у Дивокраї» (анімаційний мінісеріал) / Алиса в стране чудес (1981, СРСР)
- «Щось від Аленки» / Něco z Alenky (1988, Чехословаччина)
- «Аліса в Країні див» (телефільм) / Alice in Wonderland (1999, США, Німеччина, Велика Британія)
- «Аліса в Країні див» / Alice in Wonderland (2010, США)
- «Аліса в країні див» (телефільм-мюзикл) / Алиса в стране чудес (2014, Україна)
- «Аліса і пекарня чудес» (анімаційний серіал, 2022 – 2024)

### Відеоігри
- American McGee's Alice (2000) — екшн від третьої особи, що вирізняється похмурим зображенням Країни див[13].
- Alice for the iPad (2010) — інтерактивна книга з ілюстраціями Джона Теніела[14]
- Alice in Wonderland (2010) — action-adventure за фільмом Тіма Бертона[15].
- Alice: Madness Returns (2011) — продовження American McGee's Alice[16]
- Alice VR (2016) — науково-фантастична інтерпретація казки[17].

## Вплив

### Відсилання у кінематографічних творах
- У всесвіті стрічки «Матриця» є багато відсилань та цитат на тему казки:[18]

|  | Приймаєш синю пігулку, історія на цьому завершується: прокидаєшся в своєму ліжку і віриш у все, в що хочеш повірити. Приймаєш червону пігулку — залишаєшся в Країні Див, і я покажу тобі, як далеко може завести кроляча нора. |

### Відсилання у музичних творах
- В 1967 році гурт Jefferson Airplane виконав пісню (яка стала наркогімном) під назвою «Білий Кролик»[18].
- У 2004—2007 роках південнокорейська композиторка Унсук Чін (Unsuk Chin) написала оперу «Аліса в Країні див». Прем'єра відбулася 30 червня 2007 року у Баварській державній опері.
- У 2011 році у Королівському театрі Ковент-Гарден, відбулася прем'єра балету «Аліса в Країні див» (композитор Джобі Талбот (Joby Talbot), хореограф Христофер Вілдон (Christopher Wheeldon)).
- Співачка Гвен Стефані перетворилася на Алісу з казки «Аліса у Дивокраї» в кліпі на пісню «What You Waiting For?»[19] 2009 року[20].
- Скрипалька та танцівниця Ліндсі Стерлінг знялася в кліпі до композиції «Hold My Heart»[21] 2016 року за мотивами «Пригоди Аліси в Країні див», де Ліндсі постала в образі білого кролика разом зі співачкою королевою-ZZ Ward, а замість дівчинки Аліси героєм став хлопець. Він провалюється під землю до казкового світу і, йдучи слідом за кроликом-Ліндсі, опиняється на галявині з чаюванням[22].

## Переклади українською мовою

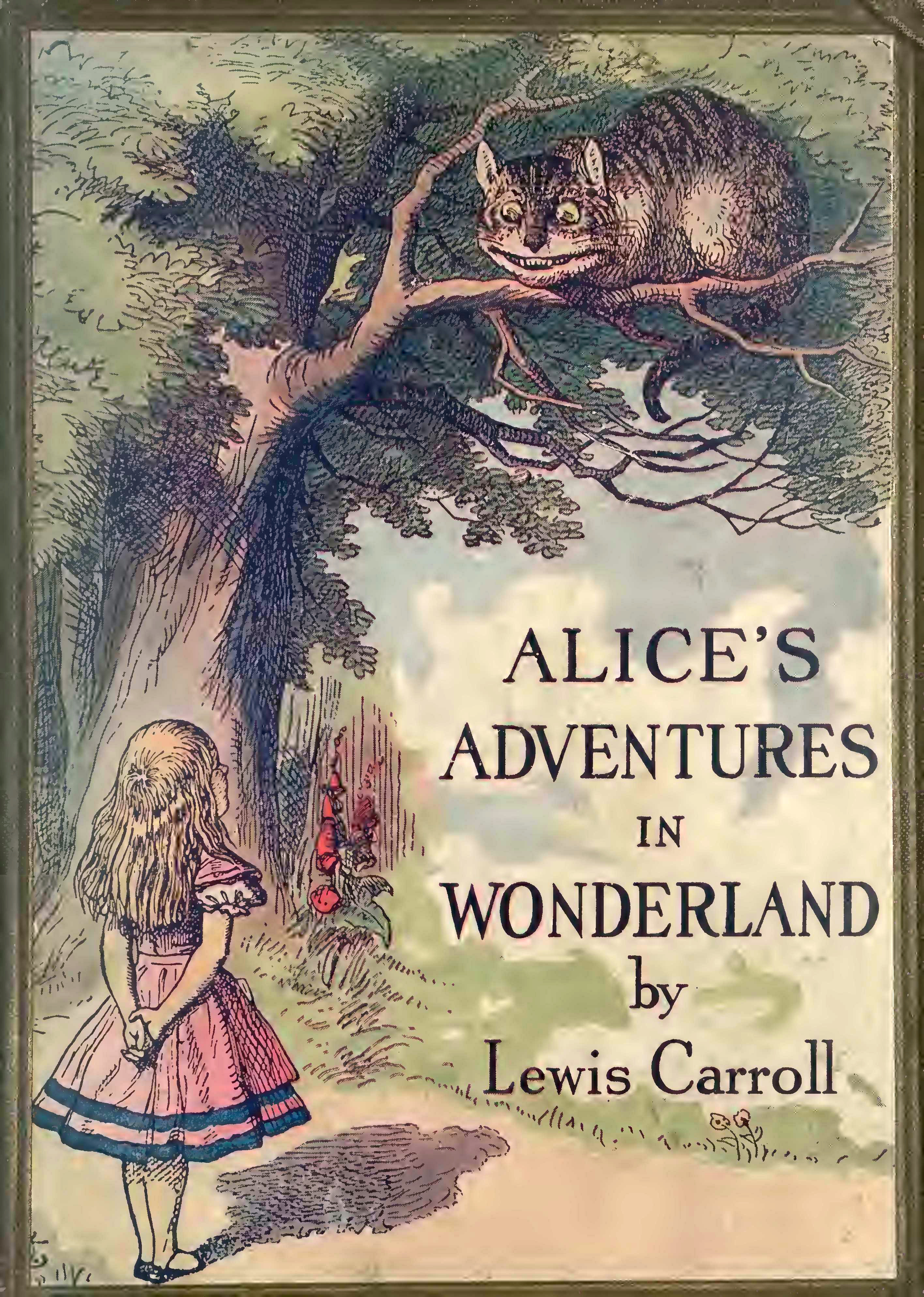
Обкладинка оригінального видання

Серед українських перекладів повної нескороченої книги Льюїса «Аліса у Дивокраї», станом на сьогодні існує 6 різних перекладів: чотири з оригіналу англійською (Галина Бушина (1960), Валентин Корнієнко (2001), Володимир Панченко (2007), та Вікторія Наріжна (2008)) та два переклади-з-перекладу (Петро Таращук (2011, з французького перекладу) та Ольга Пилипенко (2015, з російського перекладу).
Повні версії
- Льюїс Керрол. В країні чудес. Переклад з англійської: Галина Бушина,[25] ілюстрації: Джон Тенніел. Київ: Радянський письменник. 1960. 248 с.
  - (передрук) Льюїс Керрол. Аліса в країні чудес.. Переклад з англ: Галина Бушина. Київ: Веселка. 1976. 143 с.
  - (передрук) Льюїс Керрол. Пригоди Аліси в Країні Чудес. Переклад з англ: Галина Бушина, ілюстрації: М. Барнич. Донецьк: Веско / Читанка. 2013. 112 с. ISBN 978-966-341-933-6[26]
  - (передрук) Льюїс Керрол. Аліса в Країні Див. // «Аліса в Країні Див. Аліса в Задзеркаллі». Переклад з англ: Галина Бушина. Харків: КСД. 2017. 208 с. ISBN 978-617-12-2538-1
- Льюїс Керрол. Аліса в Країні Див. Переклад з англ.: Валентин Корнієнко за редакцією Марії Габлевич та Івана Малковича,[27] іл.: Володимир Єрко. Київ: А-БА-БА-ГА-ЛА-МА-ГА, 2001. 262 с. ISBN 978-617-585-068-8
  - (передрук) Льюїс Керрол. Алісині пригоди у Дивокраї. Переклад з англійської: Валентин Корнієнко, ілюстрації: Джон Тенніель. Тернопіль: НК-Богдан, 2006. 208 стор. ISBN 966-692-731-4[28]
  - (передрук) Льюїс Керрол. Алісині пригоди у Дивокраї. // Люїс Керрос. Алісині пригоди у Дивокраї. Аліса у Задзеркаллі. Переклад з англ.: Валентин Корнієнко. Київ: Знання, 2017. 270 стор. ISBN 978-617-07-0443-6
  - (передрук) Льюїс Керрол. Аліса у Дивокраї. Переклад з англійської: Валентин Корнієнко за редакцією Івана Малковича, іл.: Галя Зінько. Київ: А-БА-БА-ГА-ЛА-МА-ГА, 2018. 144 с. ISBN 978-617-585-153-1 (нове вид.)
- Льюїс Керрол. Аліса в Країні Чудес. Переклад з англійської: Володимир Панченко, іл.: Вячеслав Смірнова. Київ: Махаон-Україна. 2007. 160 с. ISBN 966-605-703-4
  - (передрук) Льюїс Керрол. Аліса в Країні Чудес. Переклад з англійської: Володимир Панченко, іл.: Роберт Інґпен. Київ: Махаон-Україна. 2010. 192 с. ISBN 978-617-526-203-0
  - (передрук) Льюїс Керрол. Аліса в Країні Див. Переклад з англійської: Володимир Панченко, іл.: Євгенія Гапчинська. Київ: Махаон-Україна / Рідна мова. 2016. 152 с. ISBN 978-966-917-103-0
  - (передрук) Льюїс Керрол. Аліса в Країні Див. Переклад з англійської: Володимир Панченко, іл.: Євгенія Гапчинська. Київ: Арт Нейшн, Харків: Ранок. 2018. 144 с. ISBN 978-966-97752-0-7[29]
- Льюїс Керрол. Аліса в дивокраї. Переклад з англійської: Вікторія Наріжна, ілюстрації: Євгенія Гапчинська. Харків: Фоліо. 2008. 128 с. ISBN 978-966-03-4098-5[30]
- Льюїс Керрол. Аліса в Країні Чудес. Переклад з французької: Петро Таращук, іл.: Ребекка Дотремер. Київ: Махаон-Україна / Рідна мова. 2011. 192 с. ISBN 978-617-526-412-6[1]
- Льюїс Керрол. Пригоди Аліси в Дивокраї. Переклад з російської: Ольга Пилипенко, ілюстрації: Євгенія Чістотіна. Харків: Vivat. 2015. 128 с. ISBN 978-617-7203-38-3[2]

Скорочені версії, адаптації
- Льюїс Керрол. Аліса в країні чудес.. Адаптація: Еліза Ґ. Воррен. Переклад з російської: Світлана Суліма, Олександра Корецька. Харків: КСД. 2007. 160 с. ISBN 978-966-343-523-7
- Льюїс Керрол. Пригоди Аліси в дивокраї, що їх автор переповів для малят. Переклад з англійської: Валентин Корнієнко, ілюстрації: Яна Гавриш. Тернопіль: НК-Богдан, 2009. 88 стор. ISBN 978-966-10-0919-5
- Льюїс Керрол. Аліса в країні чудес.. Переклад з англійської: О. Зозуля, іл.: К. Баске. Київ: Країна мрій. 2012. 48 с. ISBN 978-617-538-110-6

## Відгук в науці
На честь Березневого зайця, Капелюшника, Казна-Що-Не-Черепаха і Білого Кролика названо астероїди 6736 Мачхее, 6735 МедХеттер, 8889 Моктартл та 17942 Вайтреббіт. Також один з астероїдів названо на честь кішки Аліси — Діни.